# Els Mediants
Els Mediants és un indret del terme de la Torre de Cabdella, al Pallars Jussà, dins de l'antic terme de Mont-ros.
Està situat a llevant de la Serra del Clotet, al nord-est del Turó del Clotet, per sota de la Font de l'Escudella i per damunt de Penapurco. Hi baixa el barranc de la Pala Freda i just dessota de la Pala del Bony.